# 日本經濟團體聯合會

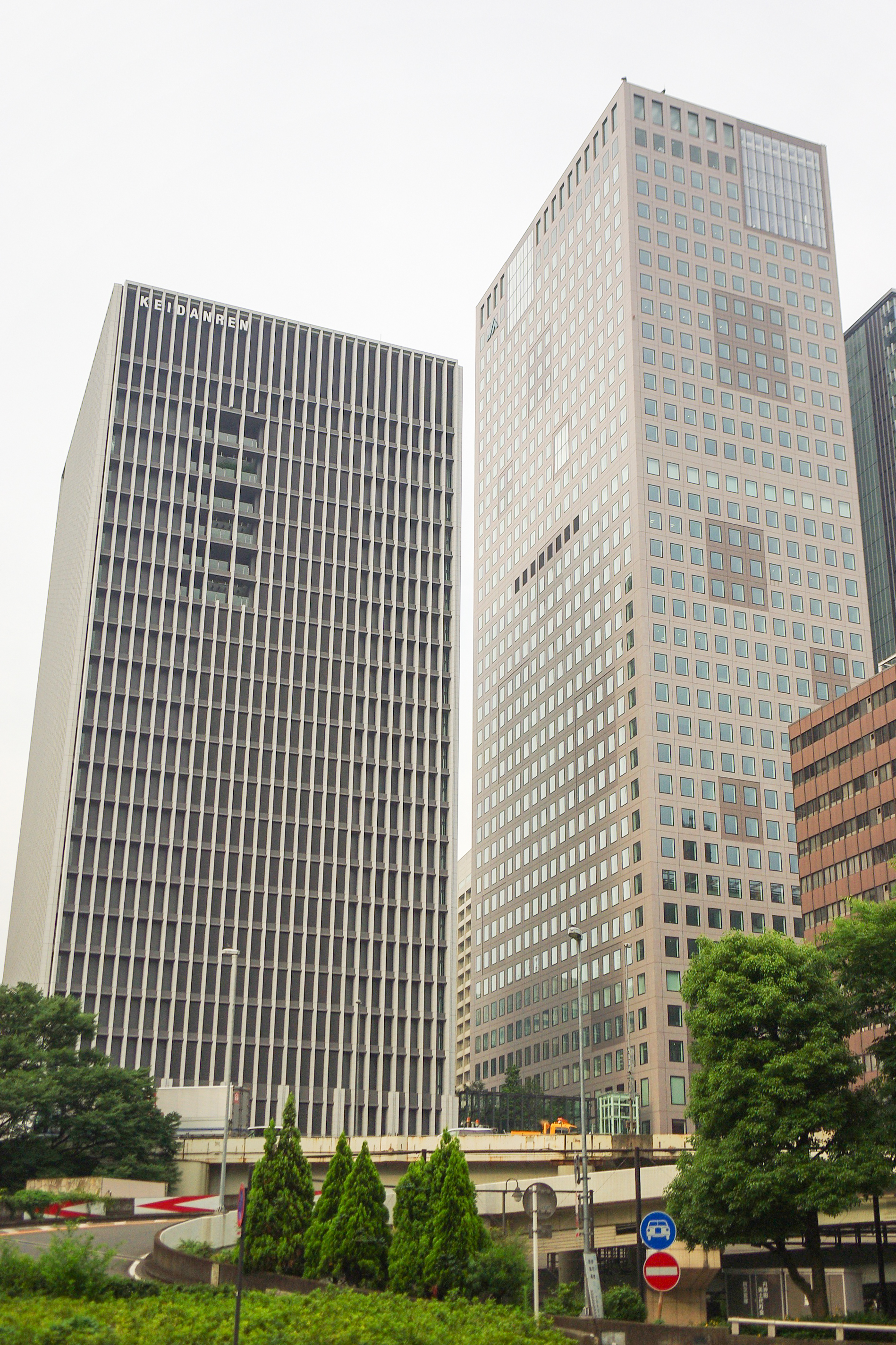
位於東京大手町的經團聯會館（照片左側之建築），為經團聯總部所在地。

日本經濟團體聯合會（日语：／ Nippon keizai dantai rengōkai */?），簡稱經團聯（日语：／ Keidanren */?），是日本一個由企業組成之業界團體，在2002年5月由「經濟團體聯合會」（舊經團聯）與「日本經營者團體連盟」（日經連）統合而成，以東京證券交易所第一部之上市公司為中心構成。原為經濟產業省主管之社團法人，之後依照日本法律改組為一般社團法人。經團聯與日本商工會議所、經濟同友會並稱為日本的「經濟三團體」，其會長更被稱為是日本的「財界總理」，在日本產業界具有舉足輕重的地位。

## 組織概要
本組織是2002年5月28日由經濟團體聯合會（以下簡稱「經團聯」。1946年8月16日成立）與日本經營者團體聯盟（以下稱「日經聯」。1948年4月12日成立）合併成立的綜合性經濟團體。組織簡稱延續經濟團體聯合會時代的「經團聯」，但為了區別也稱作「日本經團聯」。
組織的目標是「強化企業的價值創造力，促進日本與世界的經濟發展」。
由於有眾多日本大型企業加盟，其提出的政策建言以及政黨政治獻金，對於政經兩界皆有龐大影響力。

## 人事一覽

### 會長、副會長、理事、監事、審議會議長、副議長
會長通常由「日本中心產業」的「中心企業」領導人（社長、會長、相談役）選出，歷任會長原則上由製造業龍頭出任。會長有財界總理之稱，過去曾是日本唯一有警視廳保安保護的民間人士。
由於經團聯會長職務繁忙，多任歷代會長在就任時也是出身企業會長（或同等職位），因此多數會將企業經營交給他人。副會長則是考慮各產業（製造業、非製造業）平衡所選出。
審議員會議長可說是經團聯第二號人物，主要由非製造業龍頭出任。
| 職位                   | 姓名       | 隸屬                   |
| ---------------------- | ---------- | ---------------------- |
| 會長、代表理事         | 中西宏明   | 日立製作所會長         |
| 副会長・理事           | 岡本圀衞   | 日本生命保險相談役     |
| 副会長・理事           | 永易克典   | 三菱UFJ銀行特別顧問    |
| 副会長・理事           | 宮永俊一   | 三菱重工業社長         |
| 副会長・理事           | 十倉雅和   | 住友化學社長           |
| 副会長・理事           | 飯島彰己   | 三井物產會長           |
| 副会長・理事           | 工藤泰三   | 日本郵船會長           |
| 副会長・理事           | 岡本毅     | 東京瓦斯取締役相談役   |
| 副会長・理事           | 小林健     | 三菱商事會長           |
| 副会長・理事           | 石塚邦雄   | 三越伊勢丹控股特別顧問 |
| 副会長・理事           | 國部毅     | 三井住友金融集團社長   |
| 副会長・理事           | 山內隆司   | 大成建設會長           |
| 副会長・理事           | 進藤孝生   | 新日鐵住金社長         |
| 副会長・理事           | 山西健一郎 | 三菱電機取締役相談役   |
| 副会長・理事           | 早川茂     | 豐田自動車副會長       |
| 副会長・理事           | 隅修三     | 東京海上控股會長       |
| 副会長・理事           | 富田哲郎   | 東日本旅客鐵道會長     |
| 副会長・理事           | 片野坂真哉 | 全日空控股社長         |
| 副会長・理事           | 杉森務     | JXTG能源社長           |
| 事務總長、代表理事     | 久保田政一 |                        |
| 專務理事、業務執行理事 | 椋田哲史   |                        |
| 專務理事、業務執行理事 | 根本勝則   |                        |
| 常務理事、業務執行理事 | 藤原清明   |                        |
| 常務理事、業務執行理事 | 井上隆     |                        |
| 監事                   | 內田晴康   |                        |
| 監事                   | 土岐敦司   |                        |
| 顧問、參事             | 中村芳夫   |                        |

| 職位         | 姓名       | 隸屬                         |
| ------------ | ---------- | ---------------------------- |
| 審議員会議長 | 古賀信行   | 野村控股會長                 |
| 副議長       | 高橋恭平   | 昭和電工相談役               |
| 副議長       | 鈴木茂晴   | 大和證券集團本社顧問         |
| 副議長       | 江頭敏明   | 三井住友海上火災保險常任顧問 |
| 副議長       | 岡藤正廣   | 伊藤忠商事會長               |
| 副議長       | 渡邊光一郎 | 第一生命控股會長             |
| 副議長       | 吉田晴乃   | BT JAPAN會長                 |
| 副議長       | 淺野邦子   | 箔一會長                     |
| 副議長       | 泉谷直木   | 朝日集團控股會長             |
| 副議長       | 長榮周作   | Panasonic會長                |
| 副議長       | 中村邦晴   | 住友商事會長                 |
| 副議長       | 佐藤康博   | 瑞穗金融集團會長             |
| 副議長       | 遠藤信博   | 日本電氣會長                 |
| 副議長       | 小堀秀毅   | 旭化成社長                   |
| 副議長       | 根岸修史   | 積水化學工業會長             |
| 副議長       | 齋藤保     | IHI會長                      |
| 副議長       | 篠原弘道   | 日本電信電話副會長           |
| 副議長       | 菰田正信   | 三井不動產社長               |
| 副議長       | 畑中好彥   | 安斯泰來製藥會長             |
| 副議長       | 井阪隆一   | 7&I控股社長                  |
| 副議長       | 新浪剛史   | 三得利控股社長               |

（2018年5月31日現在）

### 名譽會長
- 由歷代會長出任。

| 名譽會長     | 所屬企業           |
| ------------ | ------------------ |
| 豐田章一郎   | 豐田自動車名譽會長 |
| 今井敬       | 新日鐵住金名譽會長 |
| 奧田碩       | 豐田自動車相談役   |
| 御手洗富士夫 | 佳能會長兼社長     |
| 米倉弘昌     | 住友化學相談役     |
| 榊原定征     | 東麗相談役         |

（2018年5月31日現在）

## 推動政策與主張

### 財政、金融政策
- 法人稅稅率調整至30%左右，2011年度以前逐步調升消費稅至7%（建言時為5%）[7]。
  - 家電製造商財報陸續出現赤字，為了活化經濟提出消費稅增稅與法人稅減稅[7]，2012年8月11日通過「社會保障與稅的一體改革相關法案」。
- 雖反對環境稅，但政府仍在2012年10月1日起實施[8]。要求道路特定財源（日语：道路特定財源制度）暫定稅率下調[9]。2009年起，民主黨依其宣言推動廢除暫定稅率，最終宣告失敗。
- 公務員制度改革（日语：国家公務員制度改革基本法）、行政改革、歲出改革[7]。

### 通商、市場政策
- 加強監管靈活的三角合併（日语：三角合併）[10]。
- 為了靈活地進行戰略業務重組，改善企業合併時反壟斷法的審查程序和審查標準[11]。
- 推動自由貿易協定、經濟夥伴協定[7]。與美國、東協、印度、韓國、澳洲、紐西蘭簽訂經濟夥伴協定[7]。與美國、海合會(GCC)、中南美簽訂自由貿易協定[7]。與APEC各國進行經濟夥伴協定談判[7]。

### 勞動政策
- 1995年，當時的日經聯在「新時代『日本經營』 ―挑戰方向與具體政策」中將勞動者分為長期蓄積能力型、高度專門能力活用型、雇用柔軟型三類。但高度專門能力活用型與雇用柔軟型被批評是非正規雇用（日语：非正規雇用）的溫床[12]。
- 2005年6月21日，要求推動白領免時限制度（日语：ホワイトカラーエグゼンプション）（勞動時間規範免除制度）。2007年9月11日，厚生勞動大臣舛添要一稱之為「家庭團聚法」冀求獲得支持。不過，被戲稱為「零加班費法案」的本法案並未向國會提出。
- 2009年10月5日，金融、郵政改革擔當大臣龜井靜香在東京都內的演講中提出「日本的家族殺人事件增加，是由於（大企業）捨棄日本式經營，不再把人當人看」，會長御手洗富士夫「請為此負責」。御手洗則回應「這是我們的責任嗎？」[13] [14]。
- 2008年10月14日，提出報告書「因應人口減少的經濟社會」[15]，再次強調之前的移民接受政策。

### 社會保障政策
- 導入社會保障編號[7]。
- 公共年金一元化、稅與年金保險徴收一元化[7]。
- 少子化對策[7]。
- 教育再生[7]。

### 國家體制
- 憲法修正[7]。
- 導入道州制[16]。

## 事件
- 1977年，日本右翼團體爱国道志会成员手持军火和日本刀包围經團聯，并挟持8名人质。
- 2005年6月爆發的橋梁談合事件（日语：橋梁談合事件），經團聯成員三菱重工與新日本製鐵（新日鐵）遭到起訴。最終，三菱重工會長西岡喬與新日鐵社長三村明夫（日语：三村明夫）謝罪，經團聯並未處分兩人。
- 2005年12月5日，經團聯全體通過活力門入會。但活力門在隔年1月16日遭東京地檢（日语：東京地方検察庁）以違反證券交易法進行搜索（活力門事件），時任經團聯會長奧田碩表示，經團聯太早接受活力門入會，今後經團聯將重新審視入會標準。
- 2008年6月11日午後，經團聯會館大廳接到電話威脅引爆炸彈。警方搜索後未找到爆裂物。
- 2009年1月6日，JMIU（日语：日本金属製造情報通信労働組合）五十鈴自動車支部等8個勞動組合（公會），向時任經團聯會長御手洗富士夫提出質問公開信，但經團聯以「沒有預約」為由拒絕[17]。

## 書籍
- 日本経済団体連合会, , 日本経団連出版, 2007  [2018-06-17], ISBN 9784818526105, （原始内容存档于2021-01-26）

## 外部連結
- 一般社團法人日本經濟團體聯合會 （页面存档备份，存于）（日語）（英文）
- 社團法人日本經濟團體聯合會的成立與組織 （页面存档备份，存于）（日語）